# 72. Internationale Sechstagefahrt

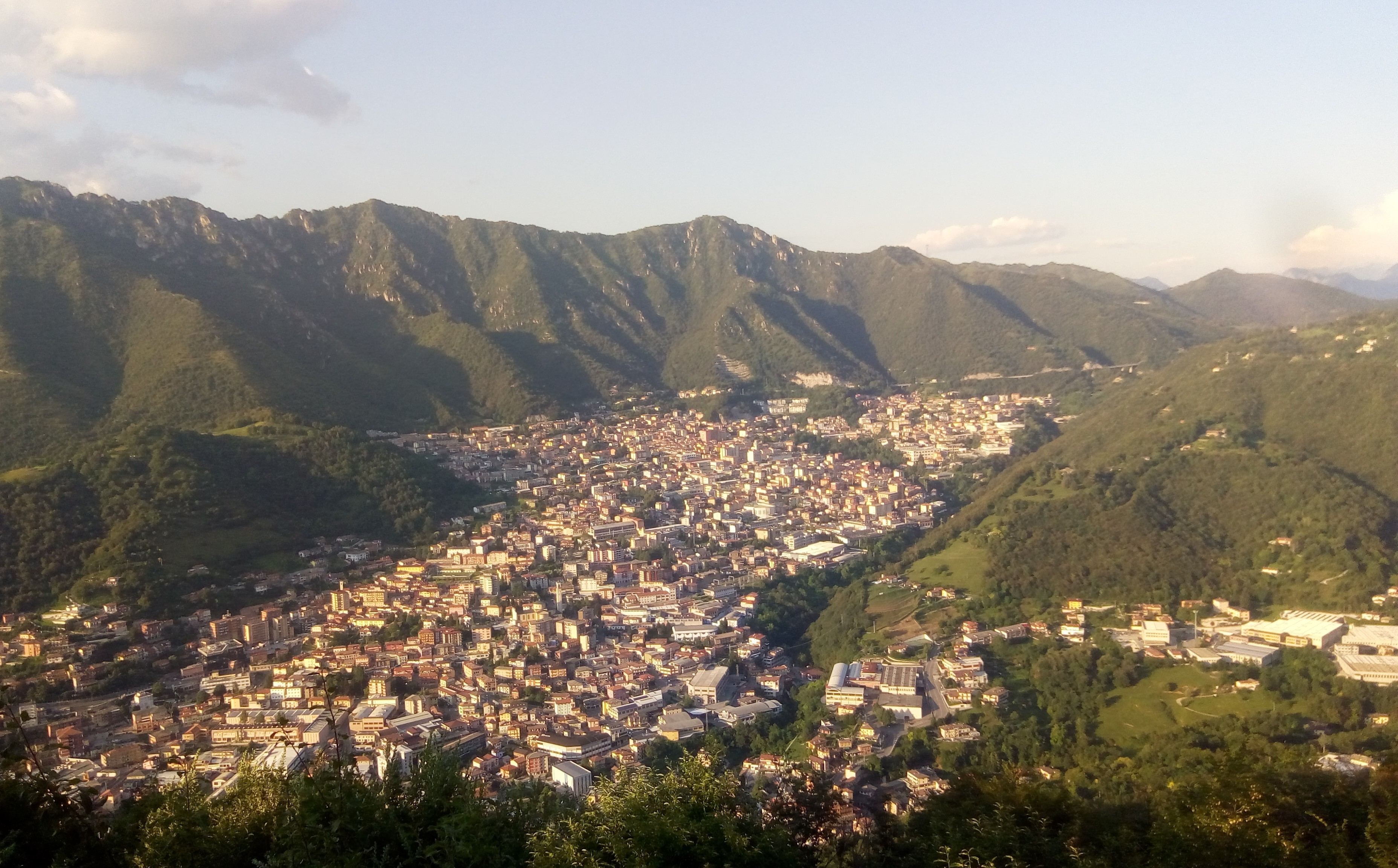
Lumezzane, Start- und Zielort der einzelnen Etappen.

Die 72. Internationale Sechstagefahrt war die Mannschaftsweltmeisterschaft im Endurosport und fand vom 19. bis 24. August 1997 im italienischen Lumezzane sowie der näheren Umgebung statt. Die Nationalmannschaften des Gastgebers konnten zum zehnten Mal die World Trophy sowie zum dritten Mal die Junior World Trophy gewinnen.

## Wettkampf

### Organisation
Die Veranstaltung fand nach der 13. (1931), 14. (1932), 23. (1948), 26. (1951), 43. (1968), 49. (1974), 56. (1981) und 61. Internationalen Sechstagefahrt (1986) bereits zum neunten Mal in Italien statt.
Am Wettkampf nahmen 22 Teams für die World Trophy und 14 für die Junior World Trophy teil. Es nahmen Fahrer aus insgesamt 28 Nationen teil.

### 1. Tag
Die Tagesetappe führte in zwei identischen Runden über insgesamt 276 Kilometer. Je Runde waren 2 Moto-Cross- und Enduro-Tests als Sonderprüfungen enthalten.
Nach dem ersten Fahrtag führte in der World-Trophy-Wertung das Team von Gastgeber Italien vor Schweden und Frankreich. Platz 4 und 5 belegten Finnland bzw. die Tschechische Republik.

### 2. Tag
Am zweiten Tag wurde nochmals die Etappe des ersten Tages gefahren.
Die World-Trophy-Wertung führte wie am Vortag die Mannschaft Italiens an. Dahinter folgten Schweden, Finnland, Frankreich und die Tschechische Republik.

### 3. Tag
Die Etappe hatte gegenüber den Vortagen eine veränderte Streckenführung, war ein dreimal zu durchfahrender Rundkurs und 315 Kilometer lang. Darin waren je Runde zwei Moto-Cross- und Enduro-Tests enthalten.
In der World-Trophy-Wertung führte nach wie vor Italien vor Finnland, Frankreich, Tschechischer Republik und den Vereinigten Staaten. Das deutsche Team lag auf dem 8., die Schweiz auf dem 11. und Österreich auf dem 14. Platz.
Die Junior World Trophy führte ebenfalls der Gastgeber Italien vor Frankreich und Schweden an. Das deutsche Team belegte den 7., die Schweiz den 13. Platz.

### 4. Tag
Die Etappe des vierten Tages war die Strecke des Vortags, wobei abweichend nur zwei Runden zu fahren waren. Die Gesamtlänge betrug 210 Kilometer.
Am Ende des vierten Fahrtags führte in der World-Trophy-Wertung weiter unverändert Italien vor Finnland, Frankreich, der Tschechischen Republik und den Vereinigten Staaten.

### 5. Tag
Die Strecke des fünften Fahrtags führte nach Osten in Richtung Val Sabbia und in die Nähe des Gardasees. Die Streckenlänge betrug 208 Kilometer, die Sonderprüfungen waren je 4 Moto-Cross- und Enduro-Tests.
In der World Trophy führte nach wie vor der Gastgeber Italien vor Finnland, Frankreich, Tschechischer Republik und den Vereinigten Staaten.

### 6. Tag
Am letzten Tag wurde eine kurze Zubringeretappe über 36 Kilometer in das östliche gelegene Gazzane gefahren. Dort fand auf dem Crossdromo Galaello das Abschlussrennen als letzte Sonderprüfung statt.

## Endergebnisse

### World Trophy
| Platz | Team               | Punkte    |
| ----- | ------------------ | --------- |
| 1.    | Italien            | 358,80    |
| 2.    | Finnland           | 1.351,86  |
| 3.    | Frankreich         | 1.597,74  |
| 4.    | Tschechien         | 2.359,78  |
| 5.    | Vereinigte Staaten | 2.737,78  |
| 6.    | Australien         | 3.104,95  |
| 7.    | Slowakei           | 3.234,46  |
| 8.    | Deutschland        | 3.834,65  |
| 9.    | Portugal           | 5.579,44  |
| 10.   | Niederlande        | 5.642,99  |
| 11.   | Schweiz            | 7.332,56  |
| 12.   | Spanien            | 7.947,44  |
| 13.   | Irland             | 8.303,26  |
| 14.   | Kanada             | 11.042,76 |
| 15.   | Österreich         | 11.881,01 |
| 16.   | Ungarn             | 18.905,69 |
| 17.   | Schweden           | 29.604,08 |
| 18.   | Belgien            | 36.290,66 |
| 19.   | Mexiko             | 47.461,58 |
| 20.   | Chile              | 57.350,61 |
| 21.   | Kolumbien          | 80.012,81 |
| 22.   | Südafrika          | 86.526,51 |

### Junior World Trophy
| Platz | Team                   | Punkte    |
| ----- | ---------------------- | --------- |
| 1.    | Italien                | 1.784,08  |
| 2.    | Frankreich             | 2.163,84  |
| 3.    | Schweden               | 2.723,32  |
| 4.    | Finnland               | 2.751,37  |
| 5.    | Australien             | 2.876,27  |
| 6.    | Deutschland            | 2.995,85  |
| 7.    | Vereinigtes Königreich | 3.002,78  |
| 8.    | Vereinigte Staaten     | 3.405,68  |
| 9.    | Tschechien             | 3.817,78  |
| 10.   | Spanien                | 6.008,48  |
| 11.   | Südafrika              | 7.595,48  |
| 12.   | Schweiz                | 9.321,78  |
| 13.   | Mexiko                 | 14.572,48 |
| 14.   | Chile                  | 27.642,58 |

### Clubmannschaften
Im Wettbewerb der Clubmannschaften siegte der italienische Club La Marca Trevigiana.

### Fabrikmannschaften
Die Herstellerwertung entschied das Team KTM Farioli mit den Fahrern Giovanni Sala, Mario Rinaldi und Fabio Farioli für sich.

### Einzelwertung
| Klasse                  | Klassensieger (Motorrad) | Punkte    |
| ----------------------- | ------------------------ | --------- |
| bis 125 cm³ (Zweitakt)  | Stefano Passeri (KTM)    | 10.195,38 |
| bis 175 cm³ (Zweitakt)  | Giovanni Sala (KTM)      | 10.000,92 |
| bis 400 cm³ (Viertakt)  | Mario Rinaldi (KTM)      | 10.357,57 |
| über 500 cm³ (Viertakt) | Kari Tiainen (KTM)       | 10.252,68 |

## Teilnehmer
| Staat                  | World-Trophy-Team | Junior-World-Trophy-Team                                                                                          |
| ---------------------- | --- | --- |
| Australien             | Shane Watts (KTM 125) Anthony Vickers (TM 125) Stefan Merriman (Husqvarna 125) Peter Martin (Suzuki 175) Stuart Morgan (KTM 175) Jamie Cunningham (Husqvarna +500 4T)                                  | Damian Smith (KTM 125) Damien Grabham (TM 125) Ben Grabham (TM 125) Ian Cunningham (Husqvarna 400 4T)             |
| Belgien                | Michel Vandommele (Kawasaki 125 2T) Jean Pierre Fraiqin (KTM 125 2T) Thierry Godfroid (Kawasaki 175 2T) Daniel Crosset (GasGas 175 2T) Pierre Saeys (Kawasaki 400 4T) Eric Lejeune (Kawasaki +500 4T)  | |
| Chile                  | Rodrigo Perez (KTM 125) Antonio de Gavardo (KTM 175) Francisco Randohr (KTM 175) Nicolás Urrutia (KTM 175) Jose Moreno (KTM 400 4T) Nicolas Levalle (KTM +500 4T)                                      | Thomas Leon (KTM 175) Vicente Buscunan (KTM 175) Ricardo Leon (KTM 175)                                           |
| Deutschland            | Lars Nonn (KTM 125) Nico Klaus (KTM 400 4T) Wolfgang Koch (Husqvarna +500 4T) Johannes Steinel (KTM 125) Stefan Heinze (Husqvarna +500 4T) Dirk von Zitzewitz (KTM 400 4T)                             | Karsten Wills (KTM 400 4T) Marko Barthel (Husqvarna 125) Dieter Weigl (KTM 125) Marco Langbein (Husqvarna 400 4T) |
| Finnland               | Mika Ahola (TM 125) Juha Salminen (Honda 125) Petteri Silvan (GasGas 175) Jani Laaksonen (GasGas 175) Kari Tianen (Husaberg +500 4T) Vesa Kytönen (GasGas 175)                                         | Tuomas Ahonen (Husqvarna 125) Tuukka Saari (Husqvarna 125) Mika Marila (Yamaha 125) Sami Laaksonen (GasGas 175)   |
| Frankreich             | Laurent Charbonnel (Kawasaki 125) Laurent Rogier (KTM 125) Eric Bernard (KTM 175) Laurent Bouffioux (Husaberg 400 4T) Christian Boulet (KTM 400 4T) Laurent Pidoux (Husqvarna +500 4T)                 | Olivier Samofal (Husqvarna 125) Stephan da Silva (KTM 125) Steve Lemarchand (KTM 175) Alibert Frantz (KTM 175)    |
| Irland                 | Adrian Lappin (TM 125) Vinnie Fitzsimon (TM 175) Paul McGuire (Yamaha 175) Paul McMin (Husqvarna 400 4T) Ian Graham (KTM +500 4T) Stanley Callaghan (Kawasaki 400 4T)                                  | |
| Italien                | Fausto Scovolo (Yamaha 125) Stefano Passeri (KTM 125) Giovanni Sala (KTM 175) Jarno Boano (Honda 175) Mario Rinaldi (KTM 400 4T) Fabio Farioli (KTM +500 4T)                                           | Pablo Peli (KTM 125) Ivan Boano (Honda 125) Alessio Paoli (Honda 125) Giovanni Genini (Kawasaki 175)              |
| Kanada                 | Paul Petrin (KTM 125) Ken Leard (KTM 175) Doug Beer (Honda 400 4T) Guy Perret (KTM 400 4T) Julien Cerny (Husaberg +500 4T) Dale Walsh (Husaberg +500 4T)                                               | |
| Kolumbien              | Manuel Ospina (KTM 125) Santiago Valencia (KTM 175) Manuel Mate (KTM 175) Jorge Cardenas (KTM 175) Jorge E. Carom (KTM 175) Cesar Vega (KTM 400 4T)                                                    | |
| Mexiko                 | Alejandro Sanchez (KTM 125) Carlos Ungo (KTM 175) Jose Luis Rubio (Husqvarna 175) Juan Carlos Cardenas (KTM 175) Arturo Reyes (Husqvarna 175) Homero Diaz (Husqvarna 400 4T)                           | Carlo Gallardo (KTM 175) Patrick Reyes (KTM 175) Mauricio Rubio (Husqvarna 400 4T)                                |
| Niederlande            | Dinand Tyhuis (Kawasaki 125) Toine van Dijk (Kawasaki 175) Franck Isfordink (KTM 175) Patrick Isfordink (KTM 400 4T) Alfons Hoevers (KTM 400 4T) Simon Schram (Husqvarna +500 4T)                      | |
| Österreich             | Klaus Strohmeier (KTM 175) Oliver Brichard (KTM 175) Hannes Maxwald (KTM 175) Hannes Mayrhofer (KTM 400 4T) Martin Weichenberger (KTM +500 4T) Gebhard Puntigam (KTM +500 4T)                          | |
| Portugal               | Pedro Bianchi Prata (TM 125) Miguel Farrajota (TM 175) Pedro Afonso (Honda 175) António Oliveira (Honda 175) Paulo Marques (Honda 400 4T) Mário Brás (KTM +500 4T)                                     | |
| Slowakei               | Radek Matoska (Husqvarna 125) Ivan Jakes (Husqvarna 125) Jan Hrehor (Husqvarna 125) Emil Cunderlik (Husaberg 400 4T) Jaroslav Katrinak (Husaberg +500 T) Peter Koniar (Husaberg +500 4T)               | |
| Spanien                | Marc Puigdemont (GasGas 125) Jordi Duran (TM 125) Miguel Garcia (TM 125) Pau Soler (GasGas 175) Xavier Puigdemont (GasGas 175) Joan Roma (GasGas 400 4T)                                               | Xavier Pons (Honda 125) Arnau Vilanova (TM 125) Jordi Viladoms (Honda 175) Gerard Farres (KTM 175)                |
| Südafrika              | Hilton Hajward (HRD 125) Alfie Cox (KTM 175) Chris Dodd (KTM 175) Roland Walker (KTM 175) Justin McLeod (KTM 175) Richard Manning (KTM 400 4T)                                                         | Riaan van Niekerk (KTM 125) Alex Vowles (KTM 175) Clayton Enslin (KTM 175)                                        |
| Schweden               | Rikard Larsson (Husqvarna 125) Björne Carlsson (Husaberg 400 4T) Peter Bergvall (Husqvarna 400 4T) Anders Eriksson (Husqvarna +500 4T) Peter Jansson (Husaberg +500 4T) Martin Lind (Husaberg +500 4T) | Ronnie Norberg (Husqvarna 125) Morgan Jansson (Husqvarna 175) Linus Broman (Suzuki 175) Svensson (Yamaha 175)     |
| Schweiz                | Daniel Schertenleib (KTM 175) Melchior Kung (KTM 175) Patrick Voser (Husqvarna 400 4T) Diego Trapletti (KTM 400 4T) Niklaus Eberhard (Husqvarna 400 4T) Heinz Freidig (KTM +500 4T)                    | Karl Federspiel (KTM 125) Rene Bowee (KTM 125) T. Neuenschwander (KTM 125) Franz Blaser (Yamaha 175)              |
| Tschechien             | Zdenek Gottvald (Suzuki 125) Roman Michalík (TM 125) Frantisek Hrobsky (Suzuki 175) Karol Scheder (Husaberg 400 4T) Martin Macek (Husaberg +500 4T) Bohumil Posledni (KTM +500 4T)                     | Martin Malat (Husqvarna 125) Martin Gottvald (Suzuki 175) Stepan Pavelka (Husqvarna +500 4T) Jan Svitak (KTM 175) |
| Ungarn                 | Balazs Serdahelyi (KTM 125) Peter Schreiner (Honda 125) Laszlo Toth (Yamaha 175) Martin Mehnert (Kawasaki 175) Csaba Rapp (Honda 175) Lajos Csosz (KTM 400 4T)                                         | |
| Vereinigtes Königreich | | Jonity Edmunds (TM 125) Andrew Edwards (Suzuki 125) Rowan Jones (Yamaha 125) Juan Knight (Yamaha 175)             |
| Vereinigte Staaten     | Randy Hawkins (Yamaha 125) Chris Smith (TM 125) Ty Davis (Kawasaki 175) Steve Hatch (Suzuki 175) Rodney Smith (Suzuki 175) Scott Summers (Honda +500 4T)                                               | Sam Buffa (KTM 125) Michael Lafferty (KTM 175) Scott Stretch (KTM 175) Brian Garrahan (KTM 175)                   |